# Lacandones
Los lacandones son una agrupación indígena maya que habita en la selva Lacandona en la frontera entre México y Guatemala, más específicamente en el estado de Chiapas, México.
Entre sus actividades principales se encuentra el hilar fibras y con ellas fabricar textiles, curtir cuero y elaborar cerámica, flautas, mallas y piraguas. Por bastante tiempo estuvieron aislados, preservaron su forma de vida ancestral hasta fechas recientes, pescando, cazando y cultivando frutas y verduras. Su número total de integrantes ha disminuido y sólo quedan unos cuantos cientos.
Los lacandones se llaman a sí mismos hach winik, que significa "verdaderos hombres". Se piensa que originalmente el vocablo lacandón se refería a un grupo hablante de chortí el cual, en tiempos de la conquista, habitaba en una pequeña isla en el río Lacantún, en el extremo sur de la selva y que se autodenominaban "los del Lacantún", que significa en chortí "gran peñón" o "piedra erecta" y al ser españolizado se convirtió en lacandón o lacandones. Los hach winik son hablantes de un dialecto del maya yucateco. 
Los lacandones se dividen en dos grupos denominados los del norte, que habitan principalmente en las localidades de Nahá y Metzaboc, y los del sur, ubicados en la localidad de Lacan ha Chan Sayab.

## Antecedentes históricos
Los lacandones se consideran originarios de la península de Yucatán y del Petén guatemalteco; emigraron durante diversos periodos hacia la selva chiapaneca huyendo de los intentos de congregarlos en pueblos establecidos por las autoridades coloniales, después de que los pueblos originalmente asentados en la región habían sido trasladados y reubicados en "pueblos de paz", hablantes en su mayoría de las lenguas chol, chortí y tseltal.
Se piensa que estos nuevos habitantes de la selva eran miembros de varias tribus que hasta el siglo XIX se distribuían dentro de un área mucho más extensa que abarcaba no sólo la selva chiapaneca sino también el Petén, Belice y parte de la península de Yucatán, y que se diferenciaban e identificaban a través de un amplio sistema de linajes.
Las referencias sobre la presencia de los actuales lacandones en la selva se remontan a las últimas décadas del siglo XVIII en documentos que dan cuenta de diversos intentos de reducción y catequización dirigidos a los indígenas. El primero de ellos, entre 1788-1797, se refiere a la concentración de los lacandones en el poblado de San José de Gracia Real. El intento fracasó y éstos retornaron gradualmente a la selva. Desde esta época los nativos establecieron relaciones comerciales con los mestizos de Palenque.
Por otra parte, a los lacandones del sur se les intentó evangelizar, sin resultado alguno, a principios del siglo XIX. A este fracaso siguió un segundo intento en 1862 por parte de religiosos capuchinos; sin embargo, aunque los religiosos se llevaron consigo a algunos nativos, las penalidades del camino, la desavenencia de costumbres y el clima obligaron a éstos a permitir el retiro de los indígenas a sus lugares de origen.
Actualmente, la atención que han recibido los lacandones en cuanto a servicios públicos e infraestructura ha sido escasa. La mayoría de las localidades sólo se comunican por caminos de terracería. Tanto la educación como la salud están en manos del gobierno federal, aunque su presencia es bastante limitada. Existen clínicas de salud donde es atendida la población. En relación con la enseñanza, hay pequeñas aulas de madera en donde se instruye a los niños de todos los grados de educación primaria. Ésta es deficiente, principalmente por la ausencia de profesores.

## Contexto natural
El clima que predomina en el territorio lacandón es el cálido-húmedo (de 23 a 27 °C). Llueve todo el año, excepto los meses de marzo y abril en los que el ritmo de precipitación pluvial disminuye en cierta medida.
Existen numerosas corrientes fluviales destacando el río Usumacinta que provee a la selva de un rico sistema hidrográfico mediante una vasta red de ríos y de arroyos. También hay una considerable cantidad de estanques y de lagunas que conforman pequeñas depresiones cuyo nivel varía de acuerdo con el volumen de lluvia registrado a lo largo del año.
La vegetación se compone de bosque tropical en el norte y de selva baja en el sur. Los principales tipos de madera son el cedro, la caoba y otras coníferas en las partes más altas.
El territorio ocupado por los lacandones tiene una extensión aproximada de 662.000 hectáreas, en un medio selvático que representa para ellos un vasto cúmulo de recursos naturales.

## Actividades económicas
El patrón tradicional de subsistencia se basa en el uso múltiple de la tierra en la que aprovechan varias zonas ecológicas: la milpa, la selva, el acahual (zona de transición entre la selva y el campo agrícola) y las zonas acuáticas y semiacuáticas. El uso combinado de estas diversas áreas proporciona a los lacandones la posibilidad de aprovechar una extensa variedad de productos, animales, vegetales y minerales. La explotación agrícola se fundamenta en el sistema de roza, tumba y quema.
Otra de las actividades económicas que realizan los lacandones es la ganadería de tipo extensivo en los terrenos agrícolas que se encuentran en periodo de descanso o barbecho. En estos mismos o en otros se practica la caza y la recolección de leña y de plantas que utilizan para la construcción de casas, instrumentos agrícolas y utensilios de cocina o bien para la alimentación.
Los asentamientos lacandones invariablemente son erigidos en las cercanías de lagos, ríos y arroyos, los cuales también representan un área de recursos de subsistencia, fungen como fuente de recursos y como apoyo importante para el desarrollo de la agricultura, puesto que las aguas estancadas aportan nutrientes al suelo. Asimismo, se aprovecha la extensa variedad de fauna que frecuenta o habita en dichas zonas, como aves, reptiles, peces y moluscos.
La producción artesanal también representa una fuente de ingreso económico, aunque su producción es mínima. Elaboran collares de semillas, objetos de barro y madera que generalmente son representaciones antropomorfas o de personajes de su tradición oral, así como arcos y flechas de bejuco.

## Costumbres

### Medicina
La enfermedad se considera como un castigo por parte de los dioses para aquellos individuos que transgreden las normas sociales o religiosas. Así, quien no pide permiso a los dueños del monte para quemarlo, quien no deposita las ofrendas correspondientes o quien duda de la existencia de los dioses recibe como castigo una enfermedad. El primer paso para la curación del mal es precisamente detectar de qué se trata para posteriormente proceder a aplicar el remedio correspondiente. En general, cualquier hombre casado es responsable de interactuar ritualmente con los dioses en favor de su familia, aunque en ocasiones se requiere de algún hombre más experimentado en técnicas adivinatorias que permitan descifrar el origen del padecimiento.

### Cosmogonía y religión
Su sistema religioso se basa en los ciclos de la naturaleza. Los lacandones consideran que en los tiempos míticos, los dioses supremos habitaron la tierra y que sus moradas eran los grandes centros arqueológicos asentados en la región, como son Palenque, Yaxchilán y probablemente Piedras Negras. Dentro del contexto mítico, se dice que después de crear el inframundo los dioses subieron al cielo, a excepción de algunas deidades intermedias y de todas las menores que tienen sus moradas en cuevas, montículos, lagos y ruinas menores, ubicadas también en la selva. Al igual que el resto de las culturas mayenses, los lacandones practican el culto a las divinidades solares y lunares, y a partir de éstas se establece un ordenamiento jerárquico que desciende hasta los dioses secundarios. Tienen además una concepción cíclica del tiempo; es decir, la creencia en eras sucesivas. Tanto los dioses principales como las divinidades y seres menores se definen como propiciadores y sustentadores del orden cósmico. Cada divinidad mantiene un carácter dicotómico que impone a los hombres una intensa interacción ritual. 
Las mismas prácticas adivinatorias que les permiten conocer el origen de las distintas enfermedades, les profetizan acontecimientos, que en caso de ser funestos, pueden ser contrarrestados por medio del ritual. Una vez obtenida la respuesta propiciatoria de la deidad agraviada se procede a brindarle ofrendas en el incensario que le corresponda para apaciguar su enojo. Los rituales de curación se llevan a cabo en el templo. 
Entre los ritos colectivos propiciatorios se encuentra el ofrecimiento de las primicias agrícolas que se llevan a cabo entre agosto y septiembre y el de renovación de incensarios que se efectúa aproximadamente cada seis años. Otro ejemplo de ceremonias colectivas son las que se realizan cuando ocurre algún desastre natural como inundaciones o tormentas que afectan la seguridad de la comunidad y se requiere apaciguar a los dioses que causaron el desastre. Entre las ceremonias individuales se encuentra la conocida con los nombres de Week bir o Meekchar o Mec Chahal con la que se inicia la integración del individuo a la vida comunitaria en función de los papeles que debe desempeñar dentro de ella de acuerdo con su sexo. Los rituales curativos pueden considerarse como de carácter exorcizante y expiatorio. Dentro del espacio sagrado o ritual, los dioses se materializan a través de incensarios de barro. Todos los actos rituales se fundamentan en el mismo patrón: ofrecer copal, comida y bebida ceremonial.
A partir de los años 1950 empezaron a penetrar misioneros protestantes norteamericanos en las comunidades lacandonas. Los primeros en llegar fueron los presbiterianos quienes lograron convertir a algunos habitantes de Nahá y a casi todos los del sur. En la década de los setenta tocó a Metzaboc ser blanco de la predicación del culto adventista; aquí también lograron su objetivo con una buena cantidad de sus habitantes. Casi todos los lacandones convertidos han emigrado a Lacanha Chan Sayab. La influencia del protestantismo ha originado la desaparición de muchas prácticas rituales entre los conversos, aunque algunas de ellas sólo se han modificado ya que los lacandones han adaptado el discurso protestante a su propia cosmogonía.

## Organización social
El patrón de asentamiento tradicional entre los lacandones se caracteriza por núcleos de parientes que oscilan entre seis y 15 individuos agrupados en torno a un jefe de familia que generalmente es el hombre de más edad y quien funge como guía espiritual. En décadas anteriores era común la práctica de la poligamia y un hombre podía llegar a tener de dos a cinco mujeres. Esto era visto en la comunidad como símbolo de estatus o prestigio social. Sin embargo, en la actualidad ha ido desapareciendo a causa de la introducción de cultos protestantes que induce a los lacandones a formalizar matrimonio con una sola mujer.
A partir de haberse convertido en propietarios legales de una considerable extensión de territorio selvático, este grupo se ha visto en la necesidad de tener representantes formales ante instancias gubernamentales. Para tal efecto, se elige por consenso intercomunitario una comisión integrada por representantes de las tres comunidades.

### Vivienda
Los hogares lacandones se sitúan regularmente en sitios cercanos a ríos, arroyos o lagunas; esto les permite además de la pesca, el abastecimiento de agua para todas las necesidades de la población (cocinar, bañarse, lavar). Al igual que en muchas poblaciones indígenas del país, la vivienda lacandona tradicional consiste en un cuarto utilizado como dormitorio y otro como cocina. Puede ser de forma circular o rectangular y el material es básicamente las hojas y fibras de palma, aunque en la actualidad esto tiende a modificarse y hoy en día muchas casas están construidas con madera y láminas.
También es común un corral o pequeño refugio para los animales domésticos anexo a la casa. Parte complementaria del hogar lacandón es el imprescindible fogón que, además de ser utilizado para preparar los alimentos, es aprovechado para mantener el calor en las noches frías, y el humo para mantener alejados a los insectos o para ahumar y así conservar la carne.

### Relaciones con otros pueblos
Los lacandones interactúan con choles y tzeltales, quienes llegaron a asentarse en la selva recientemente. La relación entre ellos ha sido conflictiva debido a que, originalmente, la dotación de tierras sólo fue para los lacandones; al llegar los otros grupos a esa zona reclamaron el derecho sobre estas mismas tierras.

## Petróleo, Minas, Infraestructura y Plantaciones.
Agresiva depredación de Biodiversidad y despojo de Territorios Indígenas en Chiapas
El pasado día 21, durante una gira realizada al estado de Chiapas, la Secretaria de Energía, Georgina Kessel, hizo dos anuncios oficiales que implican otras graves amenazas contra la rica biodiversidad del estado de Chiapas y contra los derechos y los territorios de los pueblos indígenas de la entidad.
Dichos anuncios se refirieron, por un lado, a la inminente explotación de yacimientos de petróleo en la Selva Lacandona, y por otro, a la instalación en Chiapas de una planta de “bio”-combustibles con tecnología colombiana (con sus extensivas y depredadoras plantaciones monoespecíficas de palma africana, incluidas) todo lo cual –según Kessel y el gobernador Juan Sabines- significará “más progreso y desarrollo en beneficio de las familias chiapanecas”.
A este panorama hay que sumarle, además, la acelerada expansión de concesiones mineras ubicadas en las regiones Sierra, Fronteriza y Centro de Chiapas, a favor de empresas multinacionales, sobre todo de origen canadiense; así como la reciente definición oficial del gobierno calderonista, anunciada el pasado 20 de noviembre en voz de los Secretarios de Hacienda y de Comunicaciones -impulsada y aplaudida por el cártel de empresas constructoras que encabeza Carlos Slim- de considerar a la inversión pública en infraestructura (autopistas, como la proyectada entre San Cristóbal y Palenque; represas como la Parota o Boca el Cerro; extracción petrolera y aeropuertos) como “la base más importante de la estrategia oficial para enfrentar la crisis económica internacional”.
Con ello, los gobiernos federal y estatal, se exhiben embarcados en una esquizofrénica demagogia que, al mismo tiempo que anuncian políticas, programas y fondos “verdes” para combatir el cambio climático, se definen claramente a favor del retorno a un capitalismo salvaje, de carácter extractivo y de corto plazo, el cual se encuentra en abierta contradicción con los intereses del gran capital de los sectores biotecnológico; farmacéutico; embotellador de agua y aquél interesado en convertir bosques y cubierta forestal en “sumideros” para el mercado multinacional de carbono; todos los cuales, encubiertos por un disfraz de verde filantropía y apoyados por organismos para-gubernamentales, nacionales e internacionales, de carácter “conservacionista”, habían venido impulsando y aplaudiendo la política oficial de despeje y despojo de territorios indígenas biodiversos y su conversión en Áreas Naturales Protegidas, “en beneficio de la humanidad”.
Hoy, ante estos recientes anuncios oficiales a favor del capital extractivo y depredador de corto plazo, organismos y corporaciones multinacionales “conservacionistas” tendrán que decirse a sí mismas: “nadie sabe para quien trabaja...”